# Gare de Chalon-sur-Saône
Gare de Chalon-sur-Saône – stacja kolejowa w Chalon-sur-Saône, w regionie Burgundia-Franche-Comté, w departamencie Saona i Loara, we Francji. Znajduje się na linii Paryż-Lyon-Marsylia.
Dworzec obsługuje pociągi pomiędzy Dijon a Lyonem.